# (532092) 2013 HU156
(532092) 2013 HU156 est un objet transneptunien du groupe des plutinos et une planète naine potentielle ayant un diamètre d'environ 350 km.